# Ку Бон Му
Ку Бон Му (кор. 구본무; нар. 10 лютого 1945, Чинджу, Корея — пом. 20 травня 2018, Сеул, Південна Корея) — південнокорейський економіст, головний виконавчий директор «LG Group» (1995—2018).

## Біографія
Народився 10 лютого 1945 року в Чинджу. Закінчив університет Йонсе. Згодом виїхав до Огайо, де здобув ступінь бакалавра в Ешлендському та магістра в університеті штату в Клівленді. Після закінчення навчання повернувся до Південної Кореї, де з 1975 року розпочав роботу в «Lucky Chemical», яка згодом трансформована в «LG Chem». З 1980 року працював у структурі «GoldStar». Протягом 1983—1984 роках очолював японський офіс компанії в Токіо. У 1995 році заступив на посаду голови правління «LG Group», на якій замінив свого батька.
З 2017 року боровся з онкологічним захворюванням головного мозку. Після відмови від лікування помер 20 травня 2018 року у Сеулі.